# Antar Osmani
Antar Osmani (Sétif, 22 febbraio 1960) è un ex calciatore algerino, di ruolo portiere.

## Carriera

### Club
Ha giocato nella prima divisione algerina.

### Nazionale
Ha partecipato ai Mondiali Under-20 del 1979 ed a due edizioni della Coppa d'Africa, nel 1990 (torneo peraltro vinto dalla sua nazionale) e nel 1992.